# 21 октомври
21 октомври е 294-тият ден в годината според григорианския календар (295-и през високосна година). Остават 71 дни до края на годината.

## Събития
- 1097 г. – Първи кръстоносен поход: Кръстоносците предвождани от Годфрид дьо Буйон, Боемунд I Антиохийски и Раймон Тулузки започват Обсадата на Антиохия.
- 1520 г. – Жуау Фагундиш открива островите Сен Пиер и Микелон и им дава първоначалното им име „Острови на 11 000-те девици“.
- 1600 г. – Токугава Иеясу побеждава лидерите на съпернически японски кланове в Битката при Секигахара, която слага началото на Шогуната Токугава, управлявал Япония до 1868 г.
- 1805 г. – Наполеоновите войни: В Битката при Трафалгар британската флота, ръководена от адмирал Хорацио Нелсън, побеждава обединените сили на френската и испанската флота близо до брега на Испания; така британската флота става безспорна сила до 20 век.
- 1895 г. – Република Формоза рухва с нашествието на сили на Японската империя.
- 1902 г. – В САЩ приключва петмесечна стачка на миньорите.
- 1907 г. – Открити са първите известни останки от Хайделбергския човек при германския град Мауер, близо до Хайделберг.
- 1912 г. – Балканската война: В Битка при Кърджали българите нанасят поражение на османците и присъединяват трайно Кърджали с Източните Родопи към Царство България.
- 1959 г. – Отваря врати Музеят Соломон Гугенхайм в Ню Йорк, по проект на Франк Лойд Райт.
- 1966 г. – В 9:15 ч сутринта над 150 000 м3 скала, пясък и прах се изсипват върху селското училище „Pantglas Junior School“ в Аберван. В резултат загиват 144 души, 116 от които деца.
- 1969 г. – След държавен преврат в Сомалия, на власт идва Сиад Баре.
- 1983 г. – На проведената седемнадесета Генерална конференция по мерки и теглилки е дефинирана дължината на метъра, като равна на разстоянието, което изминава светлината във вакуум за 1/299 792 458 от секундата.
- 1989 г. – Самолетът при полет 414 на TAN-SAHSA се разбива в планина преди да кацне в Тегусигалпа, Хондурас и убива 131 от общо 146 души на борда.
- 1994 г. – Ядрена програма на Северна Корея: Северна Корея и САЩ подписват споразумение, което изисква от Северна Корея да спре разработката на ядрени оръжия и да позволи инспекции.
- 2003 г. – Направени са снимки на планетата джудже Ерида, които по-късно са използвани за нейното откриване.
- 2008 г. – Официално е открит Големият андронов ускорител.

## Родени
- 1581 г. – Доменикино, италиански художник († 1641 г.)
- 1687 г. – Николас Бернули, швейцарски математик († 1759 г.)
- 1737 г. – Мари-Луиз О`Мърфи, френска благородничка († 1814 г.)
- 1757 г. – Пиер Ожеро, френски маршал († 1816 г.)
- 1772 г. – Самюъл Колридж, британски поет († 1834 г.)
- 1790 г. – Алфонс дьо Ламартин, френски писател († 1869 г.)
- 1833 г. – Алфред Нобел, шведски изобретател († 1896 г.)
- 1846 г. – Едмондо де Амичис, италиански писател († 1908 г.)
- 1847 г. – Джузепе Джакоза, италиански писател († 1906 г.)
- 1860 г. – Екатерина Каравелова, обществена деятелка, учителка, писателка и преводачка († 1947 г.)
- 1890 г. – Герит Енгелке, германски писател († 1918 г.)
- 1909 г. – Димитър Яранов, български географ († 1962 г.)
- 1911 г. – Мери Блеър, американска художничка († 1978 г.)
- 1912 г. – Сър Дьорд Шолти, унгарски диригент († 1997 г.)
- 1917 г. – Дизи Гилеспи, американски музикант († 1993 г.)
- 1919 г. – Петър Петров, български изобретател († 2003 г.)
- 1926 г. – Руси Русев, български треньор 2009
- 1929 г. – Урсула Ле Гуин, американска писателка († 2018 г.)
- 1940 г. – Абил Билялов, български футболист
- 1941 г. – Иван Георгиев, български лекар († 2012 г.)
- 1941 г. – Кремена Станчева, българска певица († 2013 г.)
- 1945 г. – Никита Михалков, руски режисьор
- 1949 г. – Бенямин Нетаняху, министър-председател на Израел
- 1956 г. – Кари Фишър, американска актриса († 2016 г.)
- 1956 г. – Любомир Иванов, български дипломат
- 1957 г. – Валентин Танев, български актьор
- 1957 г. – Волфганг Кетерле, германски физик, Нобелов лауреат
- 1971 г. – Цветан Енчев, български политик и юрист
- 1976 г. – Борис Вардев, български политик
- 1978 г. – Хенрик Клингенберг, финландски музикант
- 1979 г. – Аарън Уилбрахъм, английски футболист
- 1980 г. – Ким Кардашиан, американска актриса
- 1981 г. – Кармела Бинг, американска порно актриса
- 1981 г. – Неманя Видич, сръбски футболист
- 1986 г. – Кристофър Укерман, мексикански актьор
- 1990 г. – Рики Рубио, испански баскетболист

## Починали
- 372 г. – Иларион Велики, православен светец (* 291)
- 1904 г. – Минчо Кънчев, български революционер и писател (* 1836 г.)
- 1125 г. – Козма Пражки, бохемски свещеник (* ок. 1045)
- 1442 г. – Шарл VI, италиански писател (* 1368 г.)
- 1556 г. – Пиетро Аретино, крал на Франция (* 1492 г.)
- 1805 г. – Хорацио Нелсън, британски адмирал (* 1758 г.)
- 1845 г. – Николоз Бараташвили, грузински поет (* 1817 г.)
- 1929 г. – Васил Радославов, министър-председател на България (* 1854 г.)
- 1931 г. – Артур Шницлер, австрийски писател (* 1862 г.)
- 1969 г. – Джак Керуак, американски писател (* 1922 г.)
- 1971 г. – Йосиф Цанков, български композитор (* 1911 г.)
- 1978 г. – Анастас Микоян, съветски политик (* 1895 г.)
- 1980 г. – Вълко Червенков, министър-председател на България (* 1900 г.)
- 1984 г. – Франсоа Трюфо, френски режисьор (* 1932 г.)
- 1986 г. – Фриц Хохвелдер, австрийски драматург (* 1911 г.)
- 2002 г. – Петър Корнажев, български политик и юрист (* 1930 г.)
- 2007 г. – Вили Цанков, български театрален и кино-режисьор (* 1924 г.)
- 2009 г. – Хайнц Чеховски, германски поет (* 1935 г.)
- 2021 г. – Владимир Каролев, български финансист (* 1961 г.)

## Празници
- Тайланд – Национален ден на медицински сестри